# Mozart: 20. szimfónia
No. 20-as D-dúr szimfónia, K. 133, Wolfgang Amadeus Mozart zeneműve, amely 1772 júliusában keletkezett, amikor Mozart még csak 16 éves volt. Ez a szimfónia is a két itáliai útja között készült, Salzburgban. A többi, ebben az időben íródott szimfóniával összehasonlítva a partitúra igen extravagáns, mivel 2 trombitát és szóló fuvolát szerepeltet a standardnak számító oboák, kürtök és vonósok mellett. A D-dúr hangnem, amely sokan az ünnepélyesség hangnemének titulálnak, nagyon jól passzol a trombitákhoz. A szimfónia négy tételből áll:
1. Allegro
2. Andante
3. Menuetto – Trio
4. (Allegro)

Ez első tétel egy trükkös D-dúr szonátaformájú tétel. Egy olyan trükköt alkalmaz a szerző, amit élete során alig, de akkor igen hatásosan alkalmaz. A visszatérés ugyanis az expozíció tükörképe. tehát a rekapituláció a melléktémával indul, és a főtéma csak a mű legvégén jelenik meg újra. Még tovább növeli a hatást, hogy a téma először „puhán” a vonósokon hangzik fel, majd megismételteti erősen, trombitákkal megerősítve. A tétel amúgy tele van mindenféle cifrázással, trillákkal és tutti akkordokkal; magyarul nagyon pompásra sikeredett.
Az A-dúr második tételben vonósok és fuvola szerepel, ami egyébként általában az első hegedű anyagát ismétli egy oktávval feljebb. A hegedűknél hangfogó használata van előírva, a basszusnak meg pizzicato. Ez által egy viszonylag vékony textúrát kapunk, ami engedi a melódiát kibontakozni.
A harmadik tétel egy diadalmas D-dúr menüett, ami egy trio-t is tartalmaz, vonósokra és oboára. A negyedik tétel hangneme ugyanez, metruma 12/8, formája szonátaforma.